# Jasenica, Slovacia
Jasenica este o comună slovacă, aflată în districtul Považská Bystrica din regiunea Trenčín. Localitatea se află la altitudinea de 312 m deasupra n.m., se întinde pe o suprafață de 7,3 km2 și în 2017 număra 1.110 locuitori.

## Istoric
Localitatea Jasenica este atestată documentar din 1269.

## Demografie
| An:                | 1994 | 2004   | 2014   | 2024    |
| ------------------ | ---- | ------ | ------ | ------- |
| Număr de persoane: | 950  | 976    | 1063   | 1245    |
| Diferență:         |      | +2,73% | +8,91% | +17,12% |

| An:                | 2023 | 2024   |
| ------------------ | ---- | ------ |
| Număr de persoane: | 1238 | 1245   |
| Diferență:         |      | +0,56% |